# ناوچه کلاس درامند
ناوچه کلاس درامند (به انگلیسی: Drummond-class corvette) یک کلاس از کشتی است که طول آن ۸۰ متر (۲۶۰ فوت) می‌باشد.